# Stadnicka Wola
Stadnicka Wola est une localité polonaise de la gmina et du powiat de Końskie en voïvodie de Sainte-Croix.